# Olympische Sommerspiele 1972/Schwimmen – 200 m Freistil (Frauen)
Der Schwimmwettkampf über 200 Meter Freistil der Frauen bei den Olympischen Spielen 1972 in München wurde am 1. September ausgetragen.

## Ergebnisse

### Vorläufe

#### Vorlauf 1
| Rang | Athletin           | Nation             | Zeit (min) | Anm.  |
| ---- | ------------------ | ------------------ | ---------- | ----- |
| 1    | Ann Marshall       | Vereinigte Staaten | 2:08,12    | Q, OR |
| 2    | Karin Tülling      | DDR                | 2:09,01    | Q     |
| 3    | Jutta Weber        | BR Deutschland     | 2:12,44    |       |
| 4    | Merrily Stratten   | Kanada             | 2:12,44    |       |
| 5    | Heather Coombridge | Neuseeland         | 2:14,78    |       |
| 6    | Karen LeGresley    | Kanada             | 2:16,34    |       |
| 7    | Belinda Phillips   | Jamaika            | 2:19,49    |       |

#### Vorlauf 2
| Rang | Athletin             | Nation      | Zeit (min) | Anm. |
| ---- | -------------------- | ----------- | ---------- | ---- |
| 1    | Anke Rijnders        | Niederlande | 2:09,09    | Q    |
| 2    | Helen Gray           | Australien  | 2:12,76    |      |
| 3    | Nadeschda Matjuchina | Sowjetunion | 2:13,60    |      |
| 4    | Françoise Monod      | Schweiz     | 2:15,30    |      |
| 5    | Olga de Angulo       | Kolumbien   | 2:17,34    |      |
| 6    | Silvia Borgini       | Argentinien | 2:23,11    |      |

#### Vorlauf 3
| Rang | Athletin             | Nation             | Zeit (min) | Anm.  |
| ---- | -------------------- | ------------------ | ---------- | ----- |
| 1    | Keena Rothhammer     | Vereinigte Staaten | 2:07,48    | Q, OR |
| 2    | Hansje Bunschoten    | Niederlande        | 2:08,58    | Q     |
| 3    | Tatjana Solotnizkaja | Sowjetunion        | 2:13,12    |       |
| 4    | Jelena Timoschenko   | Sowjetunion        | 2:14,06    |       |
| 5    | Diana Sutherland     | Großbritannien     | 2:16,00    |       |
| 6    | Ileana Morales       | Venezuela          | 2:18,84    |       |

#### Vorlauf 4
| Rang | Athletin          | Nation         | Zeit (min) | Anm. |
| ---- | ----------------- | -------------- | ---------- | ---- |
| 1    | Shane Gould       | Australien     | 2:07,95    | Q    |
| 2    | Deborah Palmer    | Australien     | 2:10,29    |      |
| 3    | Uta Schütz        | BR Deutschland | 2:12,84    |      |
| 4    | Mary Beth Rondeau | Kanada         | 2:13,52    |      |
| 5    | Susan Edmondson   | Großbritannien | 2:13,54    |      |
| 6    | Lucy Burle        | Brasilien      | 2:18,57    |      |
| 7    | Marcia Arriaga    | Mexiko         | 2:18,93    |      |

#### Vorlauf 5
| Rang | Athletin          | Nation             | Zeit (min) | Anm.  |
| ---- | ----------------- | ------------------ | ---------- | ----- |
| 1    | Andrea Eife       | DDR                | 2:07,05    | Q, OR |
| 2    | Shirley Babashoff | Vereinigte Staaten | 2:08,48    | Q     |
| 3    | Gudrun Wegner     | DDR                | 2:09,49    |       |
| 4    | Angela Steinbach  | BR Deutschland     | 2:10,59    |       |
| 5    | Lesley Allardice  | Großbritannien     | 2:13,43    |       |
| 6    | Roselina Angel    | Kolumbien          | 2:18,62    |       |
| 7    | Hsu Yue-yun       | Republik China     | 2:20,17    |       |

### Finale
| Rang | Athletin          | Nation             | Zeit (min) | Anm. |
| ---- | ----------------- | ------------------ | ---------- | ---- |
| 1    | Shane Gould       | Australien         | 2:03,56    | WR   |
| 2    | Shirley Babashoff | Vereinigte Staaten | 2:04,33    |      |
| 3    | Keena Rothhammer  | Vereinigte Staaten | 2:04,92    |      |
| 4    | Ann Marshall      | Vereinigte Staaten | 2:05,45    |      |
| 5    | Andrea Eife       | DDR                | 2:06,27    |      |
| 6    | Hansje Bunschoten | Niederlande        | 2:08,40    |      |
| 7    | Anke Rijnders     | Niederlande        | 2:09,41    |      |
| 8    | Karin Tülling     | DDR                | 2:11,70    |      |